# Baix Ebre
Il Baix Ebre (che in catalano significa "Basso Ebro"; in spagnolo Bajo Ebro) è una delle 41 comarche della Catalogna, con una popolazione di 74 962 abitanti; suo capoluogo è Tortosa. La comarca deve il nome al fiume Ebro, che ne segna il confine meridionale.
Amministrativamente fa parte della provincia di Tarragona, che comprende 10 comarche.

## Municipi
| Comune           | superficie | popolazione | densità |
| ---------------- | ---------- | ----------- | ------- |
| l'Aldea          |            | 3.473       |         |
| Aldover          |            | 822         |         |
| Alfara de Carles |            | 385         |         |
| L'Ametlla de Mar |            | 6.032       |         |
| L'Ampolla        |            | 2.294       |         |
| Benifallet       |            | 821         |         |
| Camarles         |            | 3.101       |         |
| Xerta            |            | 1.275       |         |
| Deltebre         |            | 10.757      |         |
| Paüls            |            | 615         |         |
| El Perelló       |            | 2.282       |         |
| Roquetes         |            | 7.017       |         |
| Tivenys          |            | 886         |         |
| Tortosa          |            | 31.979      |         |